# 浜松啓陽高等学校
浜松啓陽高等学校（はままつけいようこうとうがっこう）は、静岡県浜松市中央区三幸町にある私立高等学校。

## 設置学科
- 情報コミュニケーション科

## 沿革
- 1924年（大正13年） : 浜松市下池川町に会計事務員養成所を設立
- 1927年（昭和2年） : 浜松高等簿記学校と改称
- 1945年（昭和20年） : 戦災により校舎が焼失
- 1946年（昭和21年） : 浜松市中沢町に校舎再建
- 1947年（昭和22年） : 浜松経理学校と改称
- 1976年（昭和51年） : 浜松経理高等専修学校と改称
- 1978年（昭和53年） : 法人名を清徳学園、浜松経理専門学校と改称。高等課程、専門課程、一般課程を揃える県下唯一の商業系専門学校となる
- 1979年（昭和54年） : 高等課程商業実務科を新設。文部大臣指定高等学校技能連携校となり、九州商業高等学校（現福智高等学校）通信制課程に在籍、高等学校卒業資格を取得できるようになる。
- 1982年（昭和57年） : 専門課程を新設。近畿大学短期大学部と技能連携制度を締結し、同大短期学部の浜松分校となる
- 1986年（昭和61年） : 大学受験資格（卒業認定）を4年から3年へ変更
- 1990年（平成2年） : 高等課程の卒業認定を4年から3年へ変更
- 1997年（平成9年） : 現在地に新校舎竣工。制服を全面刷新
- 2004年（平成16年） : 高等学校設置計画の承認
- 2006年（平成18年） : 高等課程商業実務科の廃止、福智高等学校との技能連携制度を解消。浜松啓陽高等学校を開校
- 2015年（平成27年） : 浜松啓陽高等学校10周年式典
- 2020年（令和2年） : 人工芝の新グラウンド完成

## 学校行事
公式ホームページによれば、次の行事が催される。
| 4月 入学式 春季遠足 5月 マナー講習 環境美化活動 6月 インターンシップ ホームカミングデー 8月 コミュニケーション育成合宿 | 9月 防災訓練 体育大会 演劇教室 10月 秋季遠足 テクノロードクリーン作戦 11月 文化祭「松風祭」 12月 修学旅行 | 1月 税務教室 2月 法律講座 3月 卒業式 |

## 部活動

### 運動部
- 軟式野球部
- 陸上競技部
- 卓球部
- サッカー部
- 硬式テニス部
- バレーボール部
- バスケット部（男子のみ）

### 文化部
- ガーデニング部
- ワープロ部
- 情報処理部
- 電卓部
- 演劇部
- 吹奏楽部
- 簿記部
- 書道部

## 交通
- 浜松駅発、および浜北駅発の遠鉄バス直通便と、舞阪、湖東、三ヶ日の三方面のスクールバスを運行している。(運転日指定)

| 2022年現在 | 高塚発舞阪ルート | 高塚発湖東ルート                   | 三ヶ日ルート     |
| ---------- | ---------------- | ---------------------------------- | ---------------- |
| ①          | 高塚駅           | 高塚駅                             | 三ヶ日駅         |
| ②          | 篠原小学校       | 佐鳴湖漕艇場                       | 野地             |
| ③          | 坪井東           | 杏林堂大平台店                     | 佐久米東         |
| ④          | 馬郡観音堂跡     | ピザガーリック                     | 岩根橋           |
| ⑤          | 舞阪駅           | 神久呂協働センター                 | 下気賀           |
| ⑥          | 雄踏総合体育館   | はまゆう図書館                     | 気賀駅           |
| ⑦          | 庄内繊維センター | ゆうおおひとみコミュニティセンター | 正楽寺           |
| ⑧          | アグリス浜名湖   | 伊左地町                           | 引佐協働センター |
| ⑨          | ↓                | ローソン西インター店               | バロー引佐店     |
| ⑩          | ↓                | 桜台ショッピングセンター           | ↓                |
| 終点       | 浜松啓陽高等学校 | 浜松啓陽高等学校                   | 浜松啓陽高等学校 |

朝発この順番だが夕方はこの逆順
各方面朝に1本、夕方に2本(1本の日も有り)
- 遠鉄バス - 市役所 萩丘住宅 テクノ 都田 線に乗車し、「啓陽高校入口」バス停で下車。